# José María Murillo y Bracho
José María Murillo y Bracho (Sevilla, 1827-Málaga, 1882) fue un pintor español de la escuela sevillana discípulo de Antonio María Esquivel, también se le conoce como José María Bracho y Murillo debido a su costumbre de firmar las obras invirtiendo el orden de los apellidos. Participó en varias ocasiones en la Exposición Nacional de Bellas Artes (España) entre los años 1858 y 1878, presentando lienzos de naturalezas muertas, conjuntos florales y fruteros. En la exposición celebrada en Jerez de la Frontera el año 1856 participó con dos lienzos de tema costumbrista titulados: Preparativos para una gran comida y Mesa revuelta.
 Sus obras pueden contemplarse en el Museo de Málaga, ciudad a la que estuvo muy vinculado y en colecciones particulares como la Colección Bellver de Sevilla.